# Schlacht bei Wittenweiher
Wallerfangen – Dömitz – Haselünne – Wittstock – Rheinfelden – Breisach – Wittenweiher – Vlotho – Ochsenfeld – Chemnitz – Bautzen – Freiberg – Riebelsdorfer Berg – Dorsten – Preßnitz – La Marfée – Wolfenbüttel – Kempener Heide – Schweidnitz – Breitenfeld – Tuttlingen – Freiburg – Philippsburg – Jüterbog –  Jankau – Herbsthausen – Alerheim – Brünn – Korneuburg – Totenhöhe – Hohentübingen –  Triebl – Zusmarshausen – Wevelinghoven – Dachau –  Prag
Die Schlacht bei Wittenweiher erfolgte am 9. August 1638 beim Dorf Wittenweiher (heute: Wittenweier, ein Ortsteil von Schwanau), das im Laufe der Schlacht völlig zerstört wurde.

## Vorgeschichte
Das Heer des Feldherrn Bernhard von Sachsen-Weimar, einst in schwedischen Diensten und inzwischen von Frankreich finanziert, hatte sich nach der im Frühjahr gewonnenen Schlacht bei Rheinfelden im Südwesten des Reiches am Oberrhein festgesetzt. Seit dem 19. Mai belagerte dieses Heer die kaiserliche Festung Breisach und wurde unterstützt von französischen Truppen, kommandiert vom späteren Marschall Turenne.
Die belagerte Festung Breisach hatte schon bald nach Beginn der Belagerung erheblich unter Mangel an Lebensmitteln zu leiden und deshalb waren Versuche zum Entsatz und zur Versorgung der Festung dringend erforderlich. Der erste Versuch eines kaiserlich-bayerischen Heeres erfolgte drei Monate nach Beginn der Belagerung unter Führung der Generäle Federigo Savelli und Johann von Götzen.

## Aufstellung
Die kaiserlich-bayerische Armee war in Offenburg aufgebrochen, hatte ein Stärke von etwa 18.500 Mann und begleitete einen Versorgungstross mit vielen Proviantwagen für die Festung Breisach. Das Anrücken dieses Heeres blieb Bernhard von Sachsen Weimar nicht verborgen und er zog mit einem Teil seiner Belagerungstruppen – insgesamt 13.000 sog. Weimarianer – aus ihren Quartieren bei Langendenzlingen dem anrückenden Gegner entgegen. Doch auch ihr Gegner hatte vom Aufbruch der Weimarianer erfahren, den Anmarsch beim Kloster Schuttern gestoppt und sich zunächst bei Friesenheim in einer festen Stellung verschanzt, um den erwarteten Angriff abzuwehren. Es kam zu ersten Scharmützeln, bei denen der Ort nahezu komplett eingeäschert wurde. Die Weimarianer jedoch ließen sich nicht verlocken, den riskanten Angriff zu wagen und zogen sich nach Mahlberg zurück, in der Erwartung, dass der Versorgungskonvoi für die Festung Breisach bestimmt war und deshalb auf jeden Fall demnächst aufbrechen musste, um sein Ziel zu erreichen.
Tatsächlich setzte sich der Versorgungstross auch wieder in Richtung Breisach in Bewegung und begann beim Dorf Wittenweiher eine neue Schlachtaufstellung zu beziehen. Der rechte Flügel der kaiserlichen Truppen unter Götzen stand bei Wittenweier und der  linke Flügel unter Savelli war in Richtung Kappel orientiert.
Auch die Truppen von Bernhard waren im Eilmarsch von Mahlberg herangezogen, mussten zunächst einen Wald und eine Brücke passieren, um ins Zentrum der Schlachtformation zu gelangen und hatten sich dann am Rande des Waldes aufgestellt. Während  Reinhold von Rosen den rechten Flügel kommandierte, stand die Reserve unter dem Kommando von Oberst Kanoffski (auch:Chanowsky). Den linken Flügel führte Georg Christoph von Taupadel, die Reserve Graf Wilhelm Otto von Nassau-Siegen.

## Schlachtverlauf

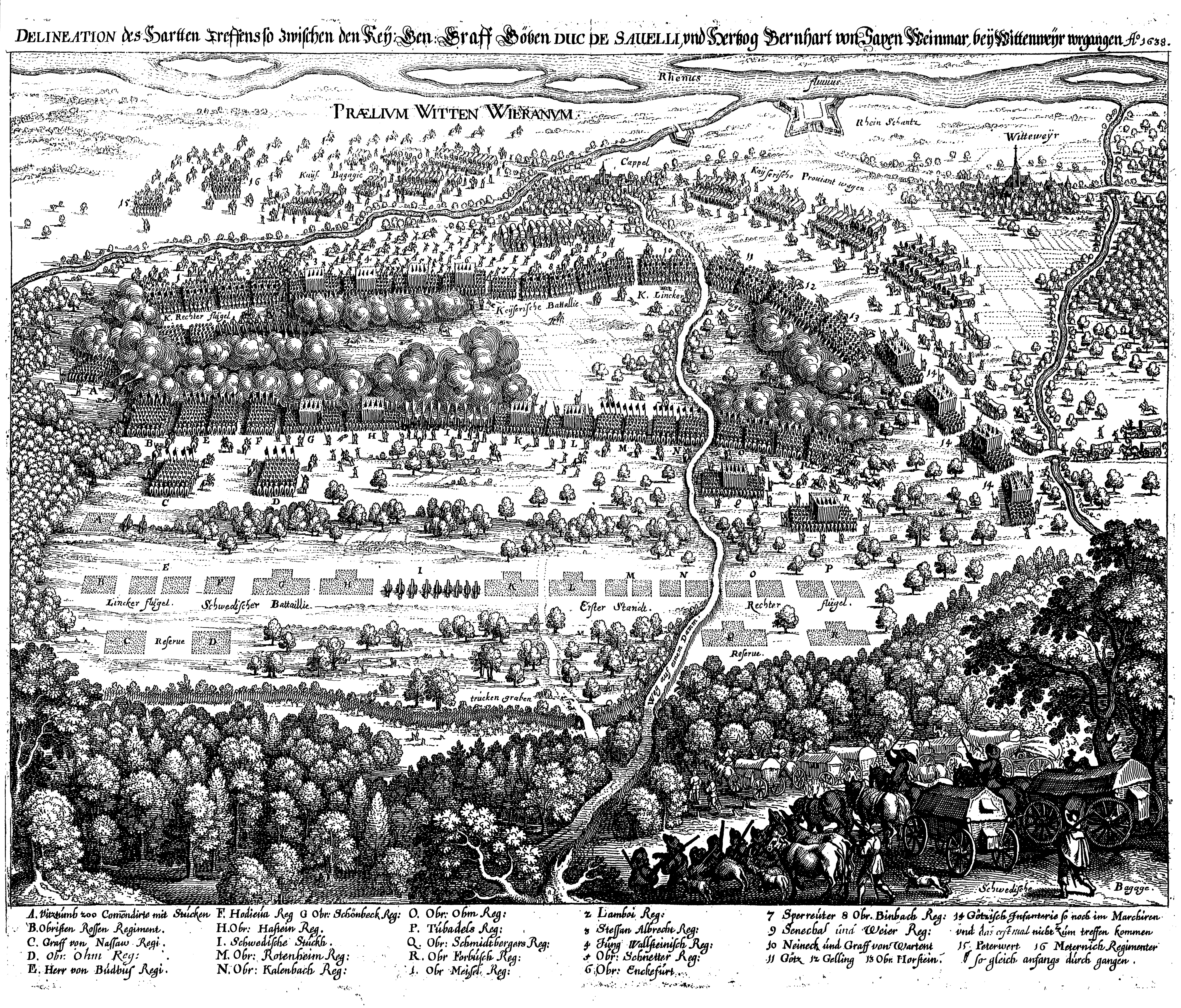
Zeitgenössische Darstellung der Schlacht

Zunächst eröffnete die Artillerie die Schlacht, aber schon bald stürmten kaiserliche Kürassiere und andere Reiterei am linken Flügel unter Götzen gegen die Truppen von Taupadel und trieb die Weimaraner so weit zurück, dass die Reserven eingreifen mussten. Mit ihrer Verstärkung konnte die kaiserliche Reiterei weit zurückgeworfen werden und begann zu flüchten. Zur gleichen Zeit griffen auch Rosen und Nassau die bayrische und kaiserliche Kavallerie am rechten Flügel an und drängten sie zurück  bis ins Fußvolk, das daraufhin die Flucht ergriff.
Herzog Bernhard schickte nun Trompeter und Trommler in den Wald, um einen Angriff von einer seitlich entfernten Seite vorzutäuschen.
Die Kaiserlichen fielen auf den Trick herein und verlegten Truppen zum Ort des erwarteten Angriffs. Nun konnten weimaranische Truppen im Zentrum vorrücken und es kam zu einem blutigen Kampf mit blanken Waffen. Savelli bekam einen Schuss in den Rücken und musste verwundet abtransportiert werden. Im Laufe der Kämpfe eroberten die Kaiserlichen die weimaranische Artillerie, die allerdings keine Munition mehr hatte. Gleichzeitig gelang es auch den Weimaranern, die kaiserlichen Geschütze zu erobern, deren Besatzungen flohen oder getötet wurden. Diese Kanonen wurden umgedreht und sehr wirkungsvoll gegen die kaiserlich-bayerischen Truppen eingesetzt.
Nach fünf Stunden gaben die Kaiserlichen die Schlacht verloren,  räumten das Feld und flohen in Richtung Offenburg. 4000 Mann unter der Führung von Götzens sicherten die Brücke für den Rückzug. Als die Weimaraner ungestüm nachsetzten, geriet Taupadel in Gefangenschaft und der Graf von Nassau wurde verwundet.
Die Truppen Bernhards erbeuteten 12 Geschütze, 60 Fahnen und die gesamte Bagage der kaiserlich-bayerischen Truppen, von denen 1500 Mann tot oder verwundet auf dem Schlachtfeld blieben. 1300 Mann gingen in Gefangenschaft. Auf Seiten der Weimaraner zählte man etwa 600 Tote und 1000 Verwundete.

## Folgen
Da die Verstärkung von Breisach nun ausblieb, wurde die Lage der Festung immer verzweifelter. Die Verpflegung diente nun den Belagerern, die zudem mit Munition versorgt wurden. 
Nachdem Götzen im Herbst 5000 Mann Verstärkung durch Guillaume de Lamboy erhalten hatte, versuchte er erneut, die Festung zu versorgen. Im Oktober näherte er sich Breisach von Süden, während Herzog Karl von Lothringen das gleiche von Westen aus dem Elsass tat. Bernhard gelang es, beide abzufangen, zuerst den Herzog von Lothringen bei Thann, dann Götzen bei Breisach, der bereits begonnen hatte, die Belagerer anzugreifen. Ohne weitere Hoffnung auf Entlastung kapitulierte die wichtigste kaiserliche Festung im Südwesten Deutschlands am 17. Dezember 1638.

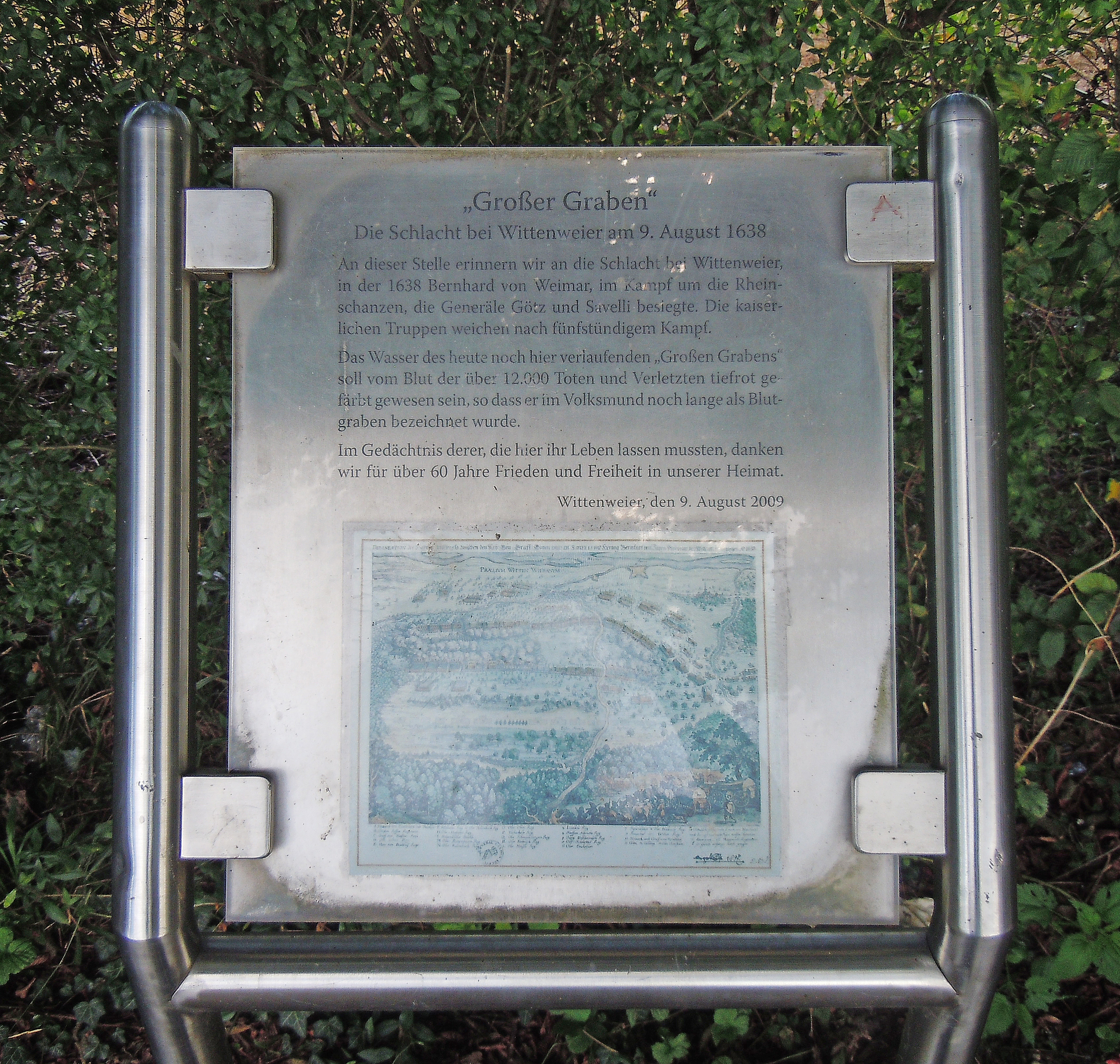
Gedenktafel zur „Schlacht von Wittenweiher“

Der Großgraben, der heute die Gemarkungsgrenze zwischen Nonnenweier und Wittenweier markiert, soll sich nach zeitgenössischen Berichten als Folge der Schlacht blutrot verfärbt haben. Daher wird er noch heute als Blutgraben bezeichnet. Im August 2009 wurde dort eine Gedenktafel zur Erinnerung an die Schlacht aufgestellt.